# Anders Hilmersson

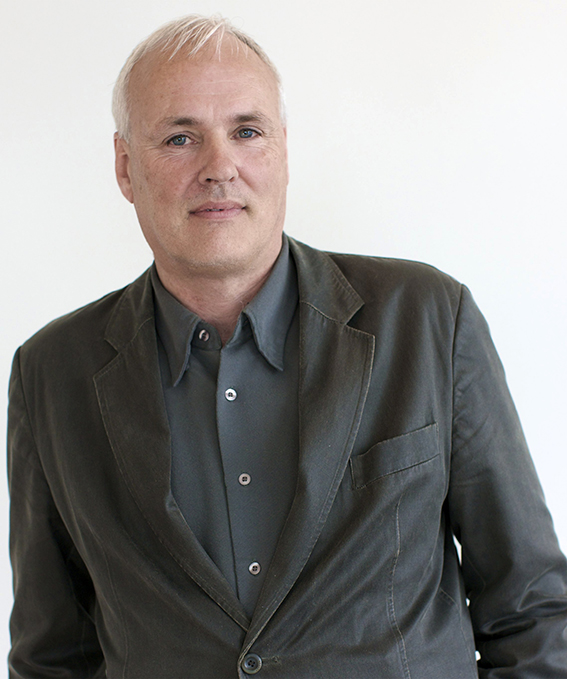
Anders Hilmersson

Anders Runo Hilmersson, född 29 december 1951 i Falun, är en svensk skribent och fotograf bosatt i Göteborg. Anders Hilmersson producerar musikprogram för Radio 88 i Göteborg. Hilmersson är även en frekvent skribent på Handbollskanalen.se.

## Böcker
Anders Hilmersson gav 2006 ut boken Göteborgarnas Promenadguide. Därefter har den utökats i ytterligare fem versioner. Boken kom även i en pocketversion 2007. Sammanlagt har böckerna sålts i över 40 000 exemplar. Under 2011 utgavs boken i en ny uppdaterad och utökad version. Året därefter uppdaterades även pocketversionen Göteborgarnas Lilla Promenadguide. Hösten 2009 publicerades Hilmerssons andra bok, Bogserbåtar. Under 2012 gav han ut en bok om vattenvägen Stockholm-Göteborg, Göta kanal: Den vidunderliga resan. I maj 2013 gav Hilmersson ut två böcker om skärgården i Göteborg, Göteborgarnas guide till södra skärgården respektive Göteborgarnas guide till norra skärgården. Våren 2014 utkom boken Göteborgsvarvet - den kompletta guiden för löpare och åskådare. Boken är resultatet av ett samarbete mellan Anders Hilmersson och hans brorson, GP-journalisten Eric Hilmersson. Samtliga dessa böcker är utgivna av Kabusa Förlag i Göteborg.
I slutet av 2014 gav Hilmersson ut boken Världens bästa Göteborg, på Tukan förlag. Under 2015 gav han ut boken Göteborg - Sveriges största hamnstad på Tukan förlag. Våren 2016 utkom på Tukan Förlag boken Den vidunderliga Bohuskusten: En guide från Marstrand till Koster, där 124 orter och öar beskrivs. Våren 2018 utkom en nyutvecklad och utökad version av Göteborgarnas Promenadguide med titeln Göteborgarnas nya promenadguide, Tukan Förlag. I denna skildras 182 ställen i Storgöteborg. I november 2019 gav Hilmersson ut boken Göteborgs fantastiska skärgård på Tukan förlag. Våren 2020 gav Hilmersson på Tukan förlag ut en uppdaterad och utökad version av Den vidunderliga Bohuskusten. Samtidigt publicerades en engelsk version av boken, The Magnificent Bohuslän Coast. Våren 2020 gav Hilmersson och Tukan förlag ut en ny pocketversion av Göteborgarnas nya promenadguide. 